# Nathaniel Branden
Pour les articles homonymes, voir Branden.
Nathaniel Branden (né Nathan Blumenthal  le 9 avril 1930 à Brampton, Ontario, au Canada, et mort le 3 décembre 2014 à Los Angeles) est un psychothérapeute et écrivain américain connu pour sa psychologie dite de l'estime de soi (self-esteem). Associé pendant un temps avec la philosophe et romancière Ayn Rand, Branden a joué un rôle prédominant dans sa philosophie individualiste, appelée l'« Objectivisme ».

## Biographie
Branden reçoit son BA en psychologie à l'université de Californie, à Los Angeles, puis il a le MA à celle de New York. Il obtient enfin son Ph.D. en psychologie en 1973 au California Graduate Institute, une école privée dont les diplômes sont néanmoins validés et approuvés par les autorités d'État.
En 1950, après être devenu un admirateur des romans d'Ayn Rand et avoir échangé des lettres et des conversations téléphoniques avec elle, Branden, alors âgé de 19 ans, rencontre la philosophe. Rand et Branden débutent alors une relation professionnelle et intime de près de 18 années. En effet, Rand et son jeune admirateur entretiennent vite une relation amoureuse, alors que tous deux sont mariés. Les époux de Rand et Branden acceptent tous deux leur relation intime et ce dès ses débuts. Selon sa femme, Barbara Branden, leur relation tournait à la souffrance perpétuelle, pour elle et pour Frank O'Connor, le mari de Rand.
Branden est alors considéré et ce pendant de nombreuses années comme le chef de file du mouvement objectiviste, après Ayn Rand elle-même. Branden dirigea en effet le premier groupement de personnalités, autour de Rand, assemblées sous le nom de « The Collective », qui comprend sa femme Barbara Branden, Leonard Peikoff et Alan Greenspan. À cette époque, Rand le considère comme son âme sœur, et le désigne même comme étant son « héritier intellectuel ». En 1958 Branden fonde le Nathaniel Branden Institute (NBI) pour promouvoir l'Objectivisme à travers des conférences et des séminaires éducatifs menés à travers tous les États-Unis. Le NBI est alors l'objet d'un vif succès, et bientôt il comprend des succursales dans diverses villes américaines et même à l'étranger. C'est pendant sa relation avec Branden que Rand écrit son roman La Grève (Atlas Shrugged), considéré comme son magnum opus. Un de ses personnages mineurs est d'ailleurs nommé Nathaniel. Il s'agit d'un constructeur héroïque de voies ferrées du XIXe siècle et ancêtre d'un des protagonistes de l'intrigue qui garde un portrait de son aïeul sur son mur.
Peu après cette histoire, Branden déménagea pour la Californie et se maria à Patrecia Scott. En 1977, Scott meurt d'une crise épileptique présumée déclenchée par la réverbération du soleil sur l'eau de sa piscine, alors qu'elle nourrissait son chien.
En 1989, Branden publie ses mémoires, intitulés Judgment Day, qui sont de nouveau édités en 1999, avec des révisions, sous le titre My Years with Ayn Rand. Il y raconte sa rencontre avec la philosophe, ses années auprès d'elle, le développement de l'objectivisme, et enfin les relations tumultueuses entre Rand et ses collaborateurs.
Branden continue cependant de soutenir la pensée objectiviste. Il écrit ainsi un article en 1999, « Who Owns Objectivism? », où il défend l'idée développée par David Kelley selon laquelle le courant objectiviste est un « système ouvert ». Depuis, Branden rejette certains éléments de la philosophie objectiviste et en particulier la vision cognitiviste de la psychologie prônée par Ayn Rand. Il condamne par ailleurs la suprématie de Rand, qui refuse certains éléments et, surtout, dénonce le culte de la personnalité autour de l'écrivain, culte qui nuit grandement selon lui à la diffusion de l'objectivisme.

## Après l'Objectivisme
Branden s'est ensuite intéressé à un domaine largement rejeté par Rand et l'Objectivisme, en raison de sa dimension mystique : les perceptions extra-sensorielles ou ESP. Il collabore avec Ken Wilber à propos duquel il dit : « l'un des esprits les plus brillants que je n'ai jamais rencontré ». Il ajoute : « si vous êtes familier des idées de Ken, alors vous savez que lui et moi avons des désaccords, mais j'admire beaucoup son travail. Ken est un mystique alors que je ne le suis pas ». Branden affirme par ailleurs sa vision du capitalisme et du laissez-faire, en dépit d'un changement minime d'attitude depuis sa rupture avec Rand. Par exemple, Branden pense que « bien entendu certaines situations comme les situations d'urgence (comme les catastrophes naturelles ou les épidémies) ne peuvent être résolues par le marché libre. Si elles peuvent l'être alors elles doivent l'être. Mais le fait de pallier une situation d'urgence ne peut être une justification pour violer les droits individuels, ce qui fait une petite différence ». Il perçoit dorénavant les objectivistes différemment : « les principes philosophiques ne sont pas un substitut à la réflexion, pourtant de nombreux objectivistes agissent comme s'ils l'étaient ». De plus, Branden a conservé son soutien à la méta-éthique objectiviste ; dans son livre Honoring the Self (1983), il consacre le chapitre 12 à la défense de la théorie méta-éthique d'Ayn Rand. Il explique : je pense que la fondation de son éthique est une contribution non négligeable.
Ses travaux en psychologie ont été focalisés sur le rôle crucial de l'estime de soi, dans la thérapie. Il a mis en évidence l'importance de la volonté pour développer et maintenir une estime de soi durable. Comme thérapeute, il développa la méthode de complétion des phrases, un outil psychothérapeutique destiné à rendre conscients les pensées et les sentiments inconscients et de transformer les croyances et les attitudes du sujet. Branden utilise ainsi un mélange de tels exercices, dérivés par ailleurs de la thérapie énergétique (energy therapy), et mêlant l'humour et les discussions à bâtons rompus.
Nathaniel Branden continue d'écrire et de pratiquer la psychothérapie à Los Angeles en Californie, multipliant les conférences et séminaires sur sa notion d'estime de soi. Il est affilié au Parti libertarien américain (United States Libertarian Party), bien qu'il en ait été déçu à la suite de l'échec aux élections de 2004.

### Ouvrages de Nathaniel Branden
Les ouvrages de Nathaniel Branden ont été traduits en 18 langues, leur diffusion est d'environ 4 millions de copies vendues.
- Who Is Ayn Rand? (avec Barbara Branden) (1962)
- The Virtue of Selfishness (en collaboration avec Ayn Rand) (1964)
- Capitalism: The Unknown Ideal (avec Ayn Rand, Alan Greenspan, et Robert Hessen) (1966)
- The Psychology of Self-Esteem (1969)
- Breaking Free (1970)
- The Disowned Self (1971)
- The Psychology of Romantic Love (1980)
- The Romantic Love Question & Answer Book (1982)
- Honoring the Self (1983)
- How To Raise Your Self Esteem (1987)
- Judgement Day (1989)
- The Power of Self-Esteem (1992)
- The Art of Self Discovery (1993)
- The Six Pillars of Self-Esteem (1994)
- Taking Responsibility (1996)
- The Art of Living Consciously (1997)
- A Woman's Self-Esteem (1998)
- Self-Esteem at Work (1998)
- My Years with Ayn Rand (1999) (édition révisée de Judgement Day)
- édition du 32e anniversaire de Psychology of Self-Esteem (2001)